# 라일라 트레티코프
라일라 트레티코프(영어: Lila Tretikov, 본명: 올가 "랼랴" 트레티야코바(러시아어: Ольга "Ляля" Третьяко́ва), 1978년 1월 25일 ~ )는 위키미디어 재단의 사무국장이었다.
소련 모스크바에서 태어났으며 러시아, 스웨덴 혈통을 갖고 있다. 15대 시절에 미국 뉴욕으로 이민을 갔으며 1999년부터 캘리포니아주에서 기술 마케팅 기업을 설립하거나 소프트웨어 관련 특허 몇 개를 공동 제작하는 등 소프트웨어 엔지니어로 일했다.
전사적 소프트웨어의 전문가로서 2014년 슈 가드너가 위키미디어 재단 사무총장 자리를 내려놓을 때까지 SugerCRM의 기술 부사장 및 최고 정보 책임자로 일했다. 2016년 2월 26일, 위키미디어 재단 사무국장으로서의 사퇴를 밝혔다.